# Robert Hampton
Pour les articles homonymes, voir Hampton.
Robert Hampton était un pianiste et compositeur américain de musique ragtime. Né le 25 juillet 1890 en Alabama, il est mort à 54 ans en Caroline du Sud le 25 septembre 1945. Il composa trois morceaux de ragtime (dont deux furent arrangés par Artie Matthews; "The Dogin' Rag" (en 1913), "Cataract Rag" (en 1914), et "Agitation Rag" (en 1915). Il n'existe pas de photographie de Robert Hampton.

## Liste des œuvres
1913
- The Dogin' Rag

1914
- Cataract Rag (arr. Artie Matthews)

1915
- Agitation Rag (arr. Artie Matthews)

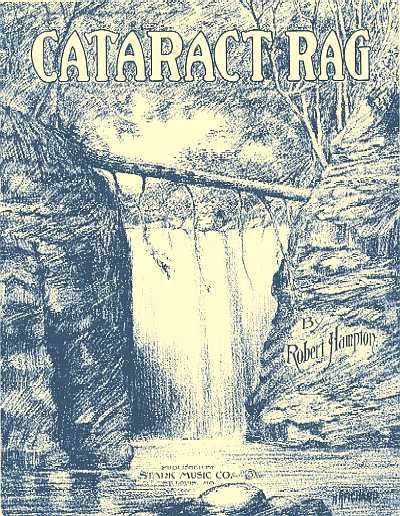
Couverture de Cataract Rag.
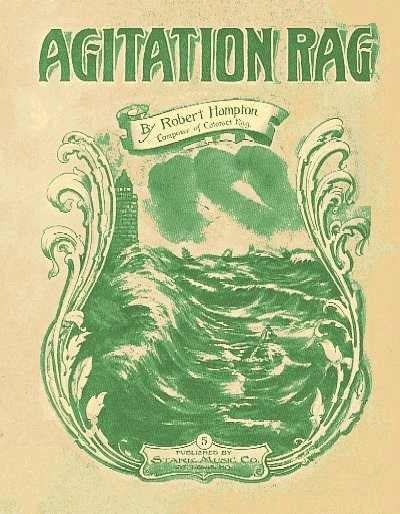
Couverture de Agitation Rag.